# أتسوشي واتانابي
أتسوشي واتانابي (بالكانا:わたなべ あつし) هو ممثل ياباني، ولد في 9 أبريل 1898 بأساكوسا في اليابان، وتوفي في 27 فبراير 1977 في اليابان.

## وصلات خارجية
- أتسوشي واتانابي على موقع IMDb (الإنجليزية)
- أتسوشي واتانابي على موقع ألو سيني (الفرنسية)
- أتسوشي واتانابي على موقع قاعدة بيانات الفيلم (الإنجليزية)